# L’emozione non ha voce
L’emozione non ha voce (с итал. — «У эмоций тихий голос») — песня итальянского певца и киноактёра Адриано Челентано из его тридцать пятого студийного альбома, Io non so parlar d’amore.

## Описание
В 1999 году песня была выпущена как второй сингл с альбома Io non so parlar d’amore. Название альбома — строка из текста данной песни. Авторы композиции — композитор Джанни Белла и поэт-песенник Могол, которые также являются авторами большинства песен альбома. На песню был снят музыкальный видеоклип.
Композиция издавалась и в более поздних альбомах Челентано — Il cuore, la voce (2001), Le volte che Celentano è stato 1 (2003), Unicamente Celentano (2006) и L’animale (2008). В версии, опубликованной в альбоме Il cuore, la voce, Челентано исполняет данную песню совместно с певцом Бьяджо Антоначчи.
Песня также исполнялась Челентано живьём в некоторых телевизионных программах — например, в 2002 году в передаче Uno di noi певец исполнил эту песню совместно с Джанни Моранди, а в 2006-м — в шоу Che tempo che fa Фабио Фацио. Композиция также была спета Челентано на его сольном концерте Rock Economy в 2012 году.

## Список композиций
| №  | Название                 | Автор(ы)            | Длительность |
| -- | ------------------------ | ------------------- | ------------ |
| 1. | «L’emozione non ha voce» | Могол, Джанни Белла | 4:12         |